# Solnecinogorsk
Solnechnogorsk (ru. Солнечногорск) este un oraș din regiunea Moscova, Federația Rusă, cu o populație de 58.374 locuitori.
1. ↑  OKTMO. 179/2016., accesat în 22 octombrie 2016